# Wakea madinika
Wakea madinika (Vences, Andreone, Glaw, and Mattioli, 2002) è una rana della famiglia Mantellidae, endemica del Madagascar. È l'unica specie nota del genere Wakea.

## Distribuzione e habitat
La specie è nota per una sola località, Antsirasira, a circa 100 m s.l.m, nel Madagascar nord-occidentale; si pensa che possa essere un endemismo ristretto alle vallate di bassa quata del bacino del fiume Sambirano.